# 東京ディズニーシー5thアニバーサリー
『東京ディズニーシー5thアニバーサリー』(Tokyo DisneySea 5th Anniversary 東京ディズニーシーフィフスアニバーサリー)は2006年7月14日〜2007年5月31日まで東京ディズニーシーで開催されたアニバーサリーイベントの総称。
キャッチフレーズは「さあ、祝祭の海へ。」。開催期間中には新レギュラーショーの開始や新アトラクションのオープン、スペシャルショーの開催など、様々なイベントが開催された。

## テーマソング
東京ディズニーシーの5周年のテーマソングとして、『Sea of Dreams 〜Tokyo DisneySea 5th Anniversary Theme Song〜』が新規に作成された。
この曲はMISIAが歌っている。

## 開催スケジュール
『東京ディズニーシー5thアニバーサリー』全体の開催スケジュールを以下に記す。
各イベントの詳細は、各イベントのページを参照されたい。
1. 7月14日 以下の新エンターテイメントがスタート
  - ニューデイタイム・ハーバーショー『レジェンド・オブ・ミシカ』
  - リドアイルにて『ミート&スマイル』
  - ドックサイドステージにて『オーバー・ザ・ウェイブ』
  - ユカタンベースキャンプグリルにて『サルサ!サルサ!サルサ!』
  - ミゲルズ・エルドラド・キャンティーナにて『ムジカ・メヒカーナ』
  - ロストリバーデルタにて『リズミック・ピミエントス』
  - ケープコッド特設ステージにて『ケープコッド・ステップアウト』
  - アラビアンコースト特設ステージにて『プレシャストレジャー・オブ・アグラバー』
  - ブロードウェイ・ミュージックシアターにて『ビッグバンドビート』
2. 9月4日　東京ディズニーシー5周年。アメリカンウォーターフロント内に新アトラクション『タワー・オブ・テラー』グランドオープン。
3. 11月7日〜12月25日　クリスマススペシャルイベント『ハーバーサイド・クリスマス』開催。
  - 以下のエンターテイメントがスペシャルバージョンとして開催された。
    - ミート&スマイル
    - オーバー・ザ・ウェイブ
    - サルサ!サルサ!サルサ!
    - ムジカ・メヒカーナ
    - リズミック・ピミエントス
    - ケープコッド・ステップアウト
    - ビッグバンドビート
4. 12月31日　スペシャルイベント『東京ディズニーシー・ニューイヤーズ・イヴ・セレブレーション2007』開催。
  - 以下のエンターテイメントがスペシャルバージョンとして開催された。
    - オーバー・ザ・ウェイブ
    - プレシャストレジャー・オブ・アグラバー
    - ビッグバンドビート
5. 2007年1月11日〜3月14日　『東京ディズニーシー・シーズン・オブ・ハート』開催。
  - 以下のエンターテイメントがスペシャルバージョンとして開催された。
    - スウィートハート・ロマンス（〜2月13日）
    - ブラヴィッシーモ!〜スペチアーレ〜（2月14日〜3月14日）
    - ケープコッド・ステップアウト
    - プレシャストレジャー・オブ・アグラバー
6. 2007年3月21日〜5月31日　『東京ディズニーシー・スプリングカーニバル』開催。
  - 以下のエンターテイメントがスペシャルバージョンとして開催された。
    - ケープコッド・ステップアウト
    - リズミック・ピミエントス

また、パーク内でのイベントのほかに、全国の主要8都市をめぐりオリジナルショーなどを開催する記念イベント『東京ディズニーシー5thアニバーサリーウェルカムクルーズ』が開催された。

## その他
- 『ビッグバンドビート』は、当初2007年3月末までの上演と発表されていた。
- 『レジェンド・オブ・ミシカ』『ミート&スマイル』『オーバー・ザ・ウェイブ』『サルサ!サルサ!サルサ!』『ムジカ・メヒカーナ』『ケープコッド・ステップアウト』『ビッグバンドビート』は、2007年6月1日以降にも内容を一部更新して継続開催される。